# Meigenia sicula
Meigenia sicula là một loài ruồi trong họ Tachinidae.